# مقاطعة لودرديل (ميسيسيبي)
مقاطعة لودرديل هي مقاطعة في مسيسيبي، بلغ عدد سكانها 80٬261  نسمة، في 2010، عاصمتها ميريديان,ميسيسيبي، تبلغ مساحتها 1٬853 كيلومتر مربع.

## الموقع
تشترك في الحدود مع:
- مقاطعة كمبر (ميسيسيبي)
- مقاطعة شوكتو
- مقاطعة نيوتن (ميسيسيبي)
- مقاطعة كلارك (ميسيسيبي)
- مقاطعة سمتر.

## التقسيمات الإدارية
- ميريديان,ميسيسيبي.